# Alain Ghertman
Alain Ghertman, né à Paris le 10 février 1946, est un peintre et dessinateur de presse français. Il a notamment collaboré à L'Humanité et au Canard enchaîné.

## Biographie
Après avoir exercé divers métiers dont celui de modéliste, autodidacte, il publie ses premiers dessins de presse et caricatures d'hommes politiques dans Constellation et L'Humanité, où il débute en 1969. Depuis cette date, il collabore ou a collaboré aux journaux suivants :
- L'Humanité (1969-1990)
- L'Humanité Dimanche
- Jazz magazine
- Livre
- Lire
- Limelight
- Regards
- Avancées
- Options (UGICT-CGT) (1971-1974)
- Révolution (1980-1995)
- La Nouvelle Critique (1972-1979)
- France nouvelle
- Almanach de L'Humanité (1970-1996)
- Le Monde diplomatique
- Le Canard enchaîné (1993-2000)

## Œuvre

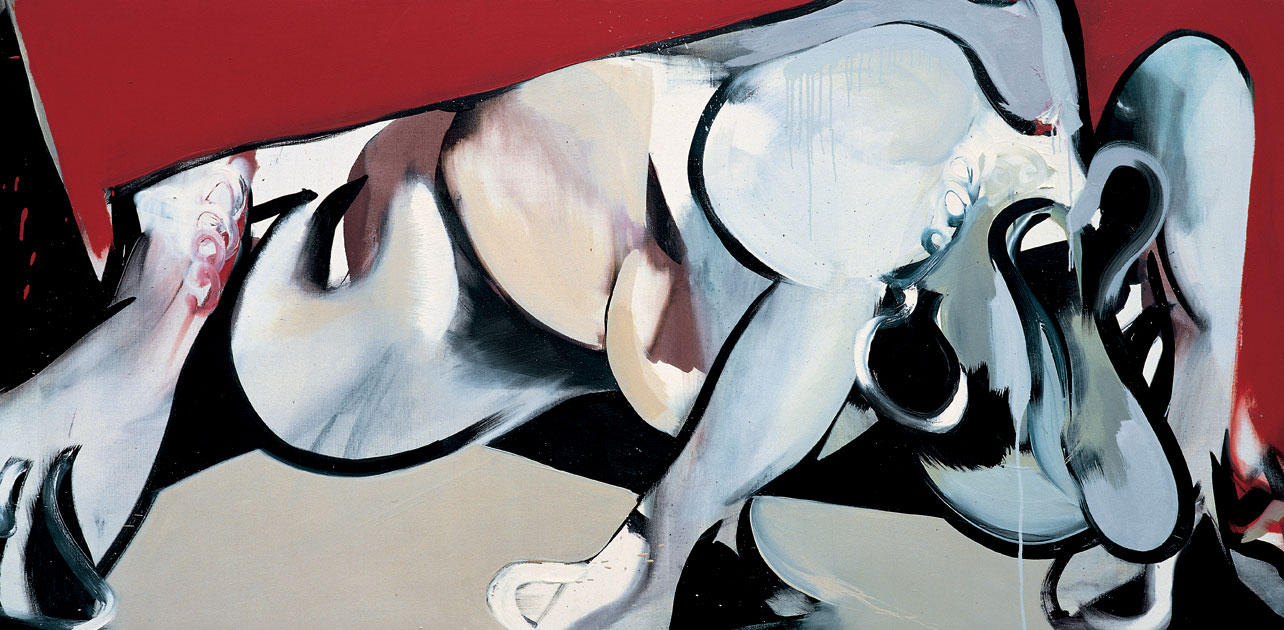
Huile sur toile, 1996, 80,3 × 162.5 cm.

Sa peinture est fortement influencée par la déportation et l'exécution d'une partie de sa famille pour faits de résistance. En 1975, il obtient l’aide à la première exposition du secrétariat d’État à la culture. Depuis 1975, il a exposé personnellement et successivement, dans les galeries parisiennes de Daniel Gervis (fondateur de la FIAC) D.M. Sarver et Clivages, ainsi que dans les galeries de Jean-Claude Seine à Nîmes, et Antoine de Galbert à Grenoble.
Parmi ses réalisations, citons plusieurs affiches de films tels La Kermesse héroïque de Jacques Feyder, Pinocchio de Luigi Comencini, La Prise du pouvoir par Louis XIV de Roberto Rossellini. Une affiche pour le Requiem de Mozart dirigé par Jean-Pierre Neel. Un décor d’opéra à Karlsruhe en Allemagne, mis en scène par Jean-Louis Martinoty, ancien directeur de l’Opéra de Paris. Une illustration de Bel-Ami de Guy de Maupassant pour le compte de l’Imprimerie nationale.

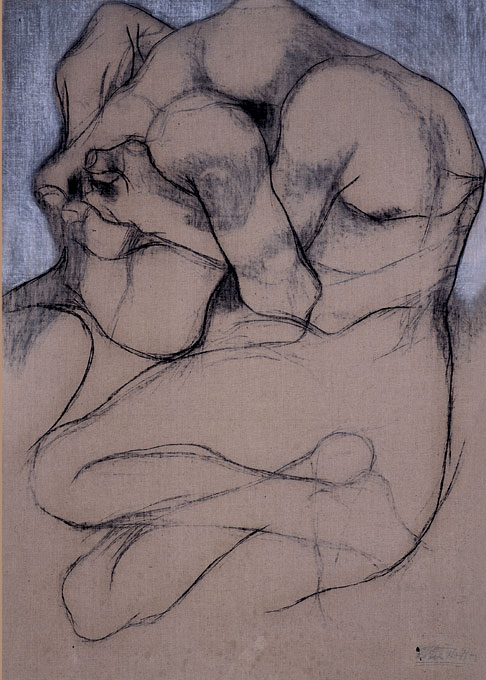
Fusain et craie sur toile écrue, 1978, 162 × 130 cm.

### Récompenses
En 2007, il obtient le prix Jean-Lurçat attribué par l'Académie des Beaux-Arts pour l'ouvrage Ailes, d'Éric Chevillard qu'il illustre,.

## Citation

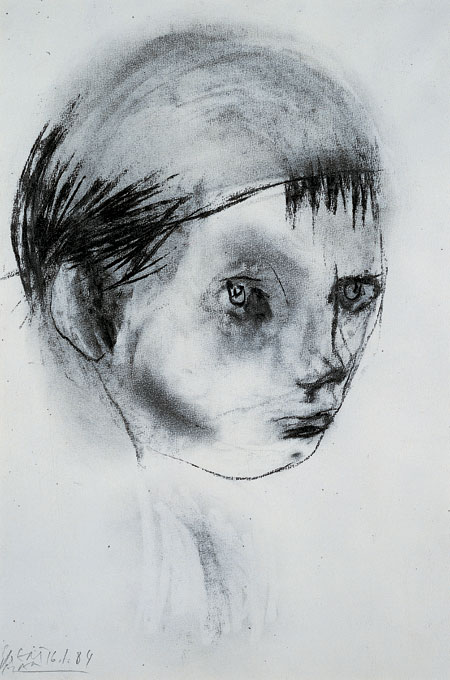
Fusain sur papier, 1984, 61 × 41 cm.

« Je dois sans cesse m'étonner. Le trait « connu » est très vite un trait qui m'ennuie. Je n'enfonce pas un clou. Je ne cherche pas à travailler indéfiniment le beau trait pour tendre vers la perfection. Je n'ai rien à prouver. Aussi, certaines de mes cassures peuvent paraître brutales. […] J'aime bien quand un élément d'une peinture est différent du reste. Le sujet s'échappe à mesure que je peins, il s'évacue au profit de la composition. Je n'aime pas l'anecdote, ou raconter des histoires. Je n'aime pas le trait élégant, connu, surexploité. Je n'aime pas le joli non plus. Le beau, si. Le laid aussi. Le laid beau, quoi ! »